# Талдыбулак (Актюбинская область)
Талдыбулак (каз. Талдыбұлақ, до 199? г. — III Интернационал) — упразднённое село в Хромтауском районе Актюбинской области Казахстана. Входило в состав Богетсайского сельского округа. Код КАТО — 156035500. Упразднено в 2019 г.

## Население
В 1999 году население села составляло 216 человек (113 мужчин и 103 женщины). По данным переписи 2009 года, в селе проживали 63 человека (35 мужчин и 28 женщин).